# Spytihněv I av Böhmen
Spytihněv I av Böhmen, död 915, var regerande hertig av Böhmen mellan 889 och 915. 
Eftersom han var omyndig vid sin fars död 889, övertogs styrelsen av Svatopluk I av Stormähren under hans minderårighet. 
Han övertog själv styrelsen 894 eller 895. 
Han erkände 895 den tyske kungen som överherre, och bröt 898 Böhmens vasallskap under Stormähren. Han utökade Pragborgen, och gjorde slutgiltigt Prag till huvudstad. 